# Tafinger (Familie)

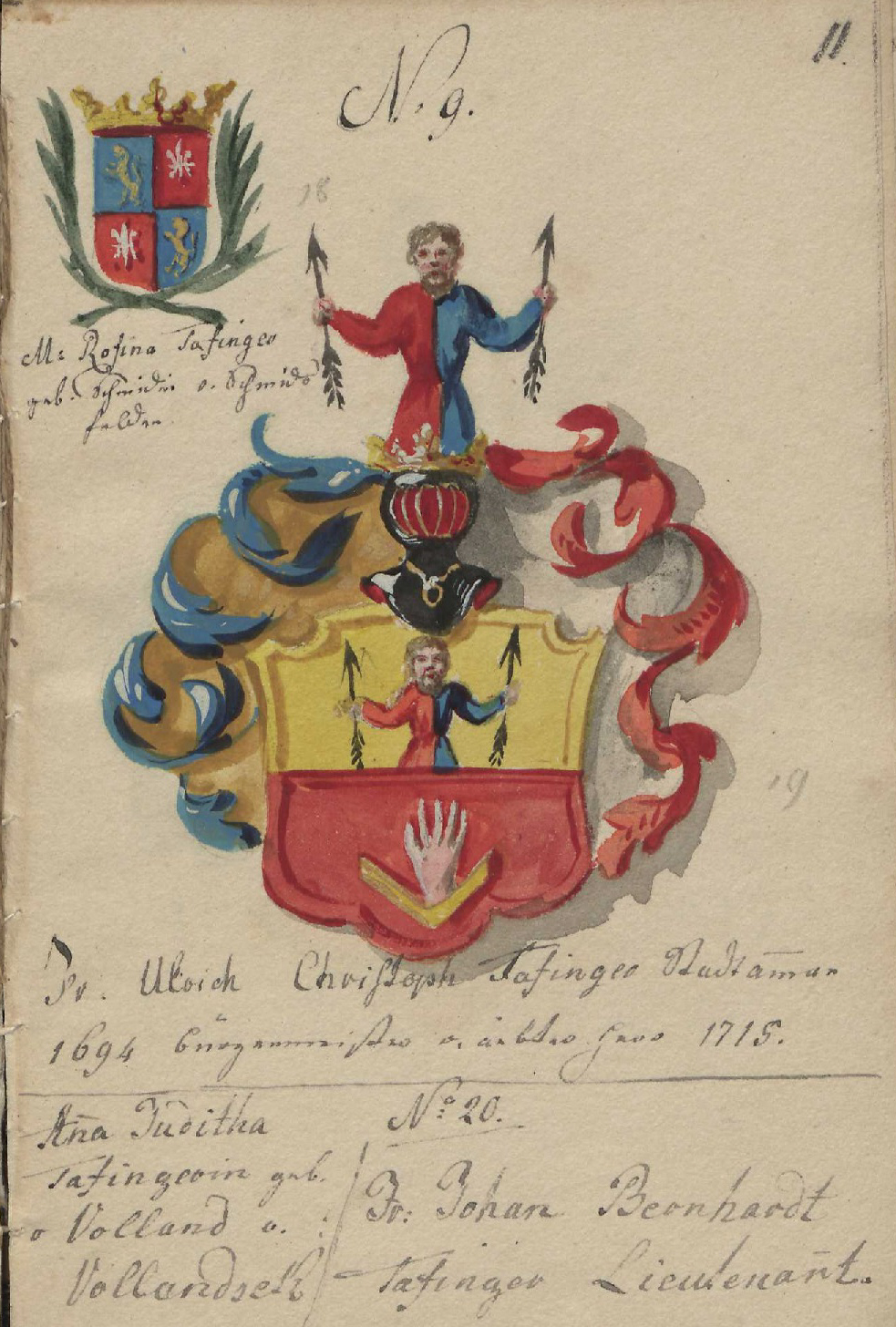
Wappen der Ravensburger Linie

Die Familie Tafinger (zum Teil auch von Tafinger) stammte ursprünglich aus Wien und war später in Württemberg ansässig. Das Geschlecht brachte diverse Gelehrte, evangelische Geistliche und höhere Verwaltungsbeamte hervor. In Ravensburg gehörten sie seit 1669 zum Stadtpatriziat.

## Wappen

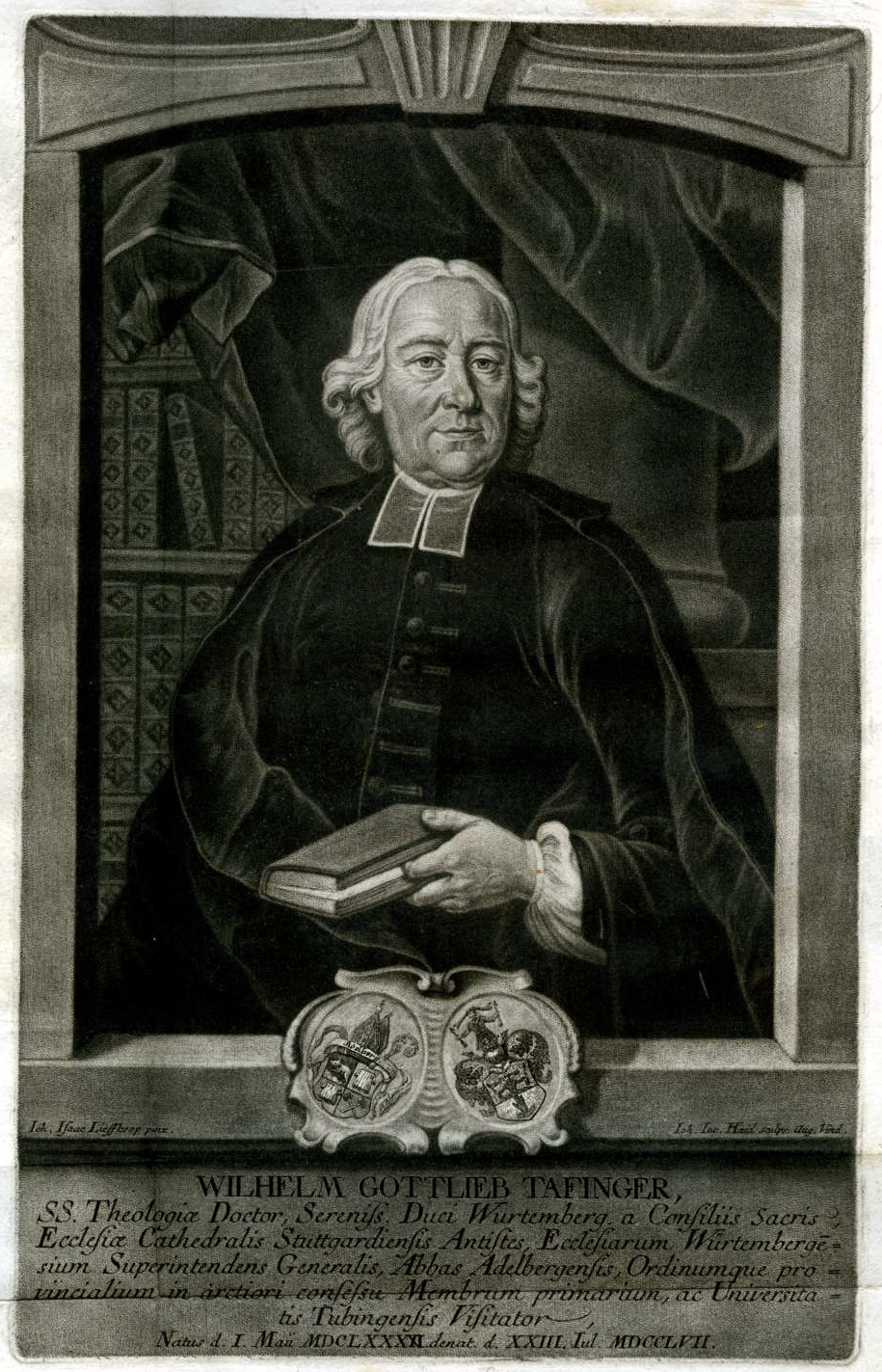
Wilhelm Gottlieb Tafinger, das rechte Wappen zeigt das Familienwappen, wobei hier das Wappen abweichend geteilt ist.

Das Wappen der Tafinger wird wie folgt blasoniert: Goldener Schild, darin aus blauem Gewölk hervorgehend ein Mann ohne Füße mit braunem Haar und abgestutztem Bart, seine Kleidung der Länge nach geteilth, der vordere Theil roth, der hintere blau, mit vier goldenen Knöpfe auf jeder Seite auf der Höhe der Brust, mit den ausgestreckten Armen haltend in seiner Rechten Hand einen blauen Pfeil, in der linken einen rothen Pfeil, jeder Pfeil mit goldenem Gefieder, die Eisen nach aufwärts gekehrt, um das Haupt einen brauenen Wulst, mit fliegenden, rechts blauen, links rothen Enden. Stechhelm mit goldblauen Decken, darauf der Schildsmann mit den Pfeilen. Es wurde am 28. Mai 1547 im Feldlager bei Wittenberg an Johann Christoph Tafinger (1516–1600) durch Kaiser Karl V. verliehen.
Der in das Patriziat von Ravensburg aufgenommene Familienteil verwendete ein erweitertes Wappen, das unter anderem um eine Helmkrone ergänzt wurde.

## Linien

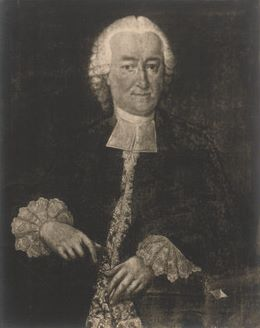
Friedrich Wilhelm Tafinger auf einem Gemälde von Matthias Heinrich Schnürer in der Tübinger Professorengalerie

1. Johann Christoph Tafinger (1516–1600), geboren in Wien, promovierter Jurist, 1549 Stadtschreiber von Ravensburg, 1550 dort Bürger
  1. Johann Baptista Tafinger (1559–1619), kaiserlicher Rat und Landrechner in Wien (war Stammvater der Württemberger Linie)
    1. Johann Wilhelm Tafinger, hohenlohischer Geheimer Rat, von 1634 bis 1654 Vogt von Güglingen
      1. Joachim Wilhelm Tafinger (1641–1712), Pfleger des Klosters Hirsau, Vogt von Vaihingen
        1. Christoph Tafinger (1662–1740), fürstlicher Stipendiat am Tübinger Stift, später Pfarrer
          1. Wilhelm Jakob Tafinger (1716–1781), Pfarrer in Suppingen
            1. Wilhelm Christoph Tafinger (1768–1824), Professor am Königin-Katharina-Stift[2][3]
            2. Wilhelm Jakob Tafinger (1772–1829), Revisor bei der königlich-württembergischen Oberrechnungskammer

        2. Benjamin Wilhelm Tafinger (1686–1770), Hofgerichtsadvokat
        3. Wilhelm Gottlieb Tafinger (1691–1757), Geistlicher, Theologe, Generalsuperintendent und Abt von Adelberg
          1. Friedrich Wilhelm Tafinger (1726–1777), Rechtswissenschaftler und Hochschullehrer an der Tübinger Universität
            1. Wilhelm Gottlieb von Tafinger (1760–1813), Rechtswissenschaftler und Hochschullehrer an der Tübinger Universität

          2. Johann Andreas Tafinger (1728–1804), Pädagoge und evangelisch-lutherischer Theologe

  2. Johann Jakob Tafinger (1564–1620(?)), promovierter Jurist, bis 1620 Stadtschreiber in Ravensburg, Ratskonsulent und Syndikus (war Stammvater der Ravensburger Linie).
    1. Christoph Clemens (von) Tafinger († 1685)[4], 1649 evangelischer Stadtamman von Ravensburg, 1667 dort Bürgermeister, 1669 ins Patriziat aufgenommen, nannte sich von Tafinger
      1. Johann Jakob (von) Tafinger, Leutnant, führte die Soldaten aus Ravensburger 1683 in den Türkenkriegen nach Wien[5]
      2. Johann Bernhard von Tafinger, Abendprediger in Ravensburg
      3. Andreas Friedrich (von) Tafinger, Kaufmann und Ratsverwandter in Tübingen 
        1. Anna Rosina Tafinger ⚭ 1695 Abel Renz

      4. Johann Wilhelm (von) Tafinger (1668–1741), Kaufmann und Gelehrter in Nürnberg, Begründer der Nürnberger Tafinger Stiftung die vom Prälaten Wilhelm Gottlieb Tafinger verwaltet wurde